# Walafrida
Walafrida é um género botânico pertencente à família Scrophulariaceae.